# Zygmunt Czerny
Zygmunt Bronisław Czerny (ur. 24 lipca 1888 we Lwowie, zm. 18 lutego 1975 w Krakowie) – polski filolog romanista.

## Życiorys
Urodził się 24 lipca 1888 we Lwowie, w rodzinie Bronisława i Wandy z Lisowskich. W 1907 roku ukończył Gimnazjum Klasyczne we Lwowie i podjął studia w zakresie filologii polskiej i romańskiej oraz historii sztuki na Uniwersytecie Lwowskim. Jego wykładowcami byli m.in. Edward Porębowicz, Kazimierz Twardowski i Jan Bołoz Antoniewicz. W latach 1911–1913 pracował jako nauczyciel w lwowskiej szkole średniej. W 1913 roku doktoryzował się na podstawie rozprawy L'ètude stylometrique sur "Les Narbonnais". W latach 1913–1920 odbywał studia uzupełniające w Paryżu, Grenoble i Genewie, uzyskując dyplom Études Superieures de Littérature Française. W 1920 roku habilitował się na Uniwersytecie Jana Kazimierza na podstawie rozprawy L'esthétique de Louis-Claude de Saint Martin. W 1916 roku był współzałożycielem Związku Polaków we Francji, w 1919 roku pracował w Polskim Biurze Prac Kongresowych w Paryżu.
W 1920 roku wstąpił ochotniczo do Wojska Polskiego. Przez krótki czas nauczał w Państwowym Gimnazjum w Rawie Ruskiej. Od 1921 roku pracował jako docent na Uniwersytecie Jana Kazimierza. W 1924 roku otrzymał stanowisko profesora filologii francuskiej, a w 1933 roku tytuł profesora zwyczajnego. Przez dwie kadencje pełnił funkcję dziekana Wydziału Humanistycznego UJK (w tym 1937/1938), był też członkiem Senatu Akademickiego. Wykładał również w Wyższej Szkole Handlu Zagranicznego we Lwowie (w latach 1925–1939).
W 1938 został mianowany członkiem Okręgowej Komisji Wyborczej nr 70 we Lwowie przed wyborami parlamentarnymi w 1938. Za zasługi dla sprawy zbliżenia między Polską a Francją otrzymał Legię Honorową. Otrzymał także tytuł doktora honoris causa Sorbony.
Po wybuchu II wojny światowej zaangażował się w tajne nauczanie, był  prorektorem tajnego uniwersytetu działającego we Lwowie. W latach 1944–1945 pracował na Uniwersytecie Iwana Franki.
Po wojnie pracował jako profesor kontraktowy na Uniwersytecie Poznańskim (1945–1946) i Wrocławskim (1946–1948), potem osiadł w Toruniu, gdzie współtworzył Uniwersytet Mikołaja Kopernika. Od 1 stycznia 1946 do 1952 roku kierował Katedrą Filologii Romańskiej na Wydziale Humanistycznym. W latach 1948–1951 był prorektorem uczelni.
W 1952 roku przeniósł się do Krakowa, gdzie pracował jako profesor filologii romańskiej na Uniwersytecie Jagiellońskim.
Od 24 lipca 1913 był mężem Anny Ludwiki z Pierożyńskich.
Pochowany został na Cmentarzu Salwatorskim w Krakowie (sektor SC3-1-17).

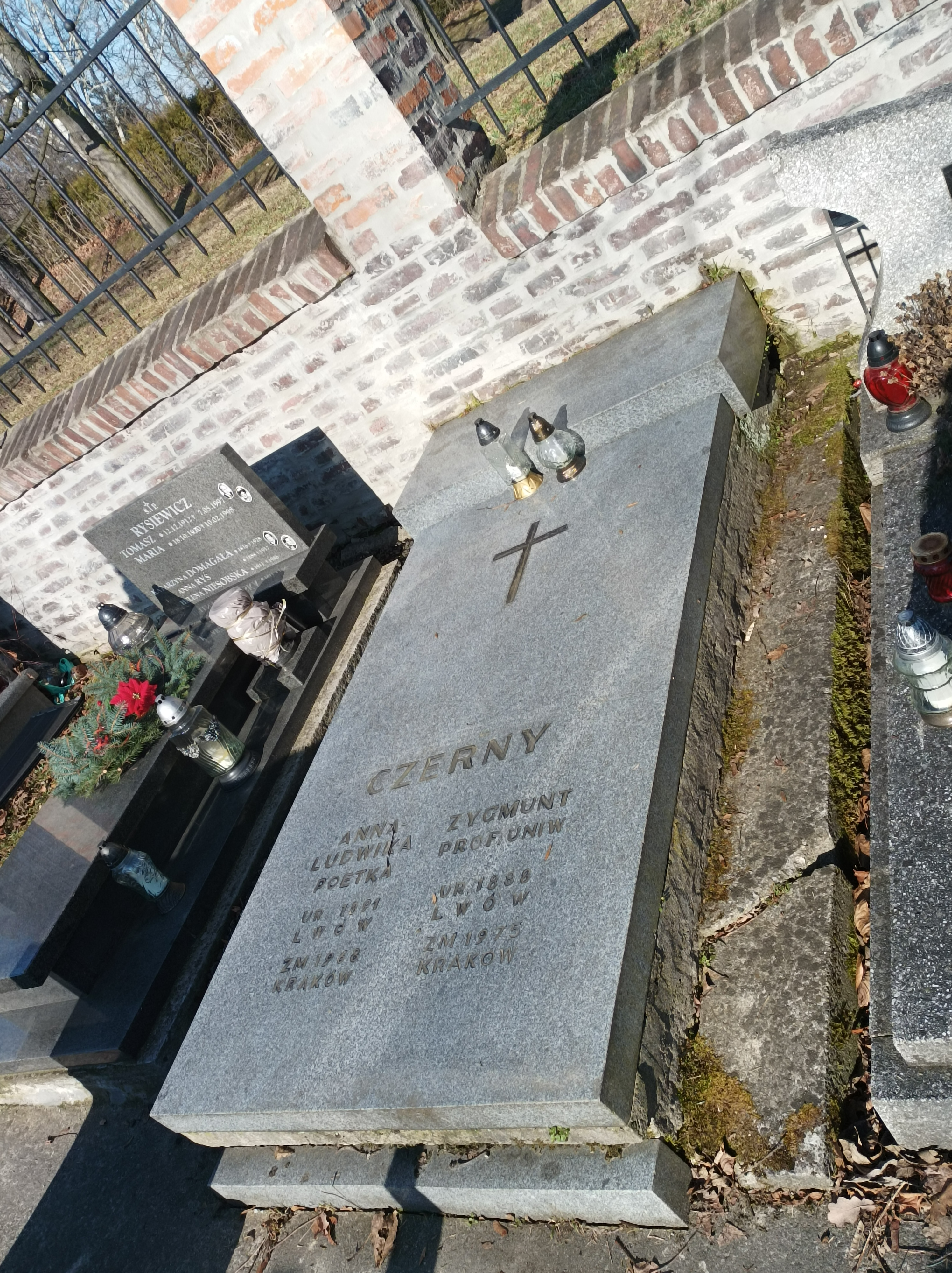
Grób Anny i Zygmunta Czernych na cmentarzu Salwatorskim

## Wybrane publikacje
- L'esthétique de Louis-Claude De Saint Martin (1920)
- Współczesna wymowa francuska (1920)
- O nowy podział materiału neofilologicznego wobec wprowadzenia 8-letniego kursu nauki (1930)
- O nowy ustrój szkół akademickich (1933)
- Les aventures de Polo: premier livre de français pour la première classe des écoles secondaires (1934, podręcznik języka francuskiego, wspólnie z Feliksem Jungmanem)
- Ogólne problemy reformy studjów wyższych w Polsce (1934)
- Aspects de la France: géographie – histoire – population – institutions – vie économique (1935)
- Bon sourire et en avant: deuxième livre de français (1935, podręcznik języka francuskiego, wspólnie z Feliksem Jungmanem)
- O przyszłe liceum ogólnokształcące (1935)
- Dydaktyka języków nowożytnych (1936)
- Stan badań literackich we Francji po wojnie (1936)
- Hier et aujourd'hui: 3-me livre de français pour la 3-me classe des écoles secondaires (1936, podręcznik języka francuskiego, wspólnie z Feliksem Jungmanem)
- C'est nous la France: 4 livre de Français pour la 4 classe des écoles secondaires (1937, podręcznik języka francuskiego, wspólnie z Feliksem Jungmanem)
- Le génie de la France. 1, Depuis les origines jusqu'à la Grande Révolution: manuel de littérature et de civilisation française pour la première année des lycées (1938, podręcznik języka francuskiego, wspólnie z Feliksem Jungmanem)
- Edward Porębowicz, poeta i uczony (1937)
- Lektura neofilologiczna w szkole średniej a w szczególności francuska (1937)
- Les composants réalistes du Romantisme français (1958)
- Contribution à une théorie comparée du motif dans les arts (1959)
- Francuski wiersz wolny i jego artyzm strukturalny (1960)

## Ordery i odznaczenia
- Krzyż Komandorski Orderu Odrodzenia Polski (10 listopada 1933)[7]
- Krzyż Kawalerski Orderu Odrodzenia Polski (28 września 1954)[8]
- Złoty Krzyż Zasługi (22 lipca 1951)[9]
- Oficer Orderu Legii Honorowej (Francja, 1937)[4]
- Order Palm Akademickich (Francja)[1]